# Westlands

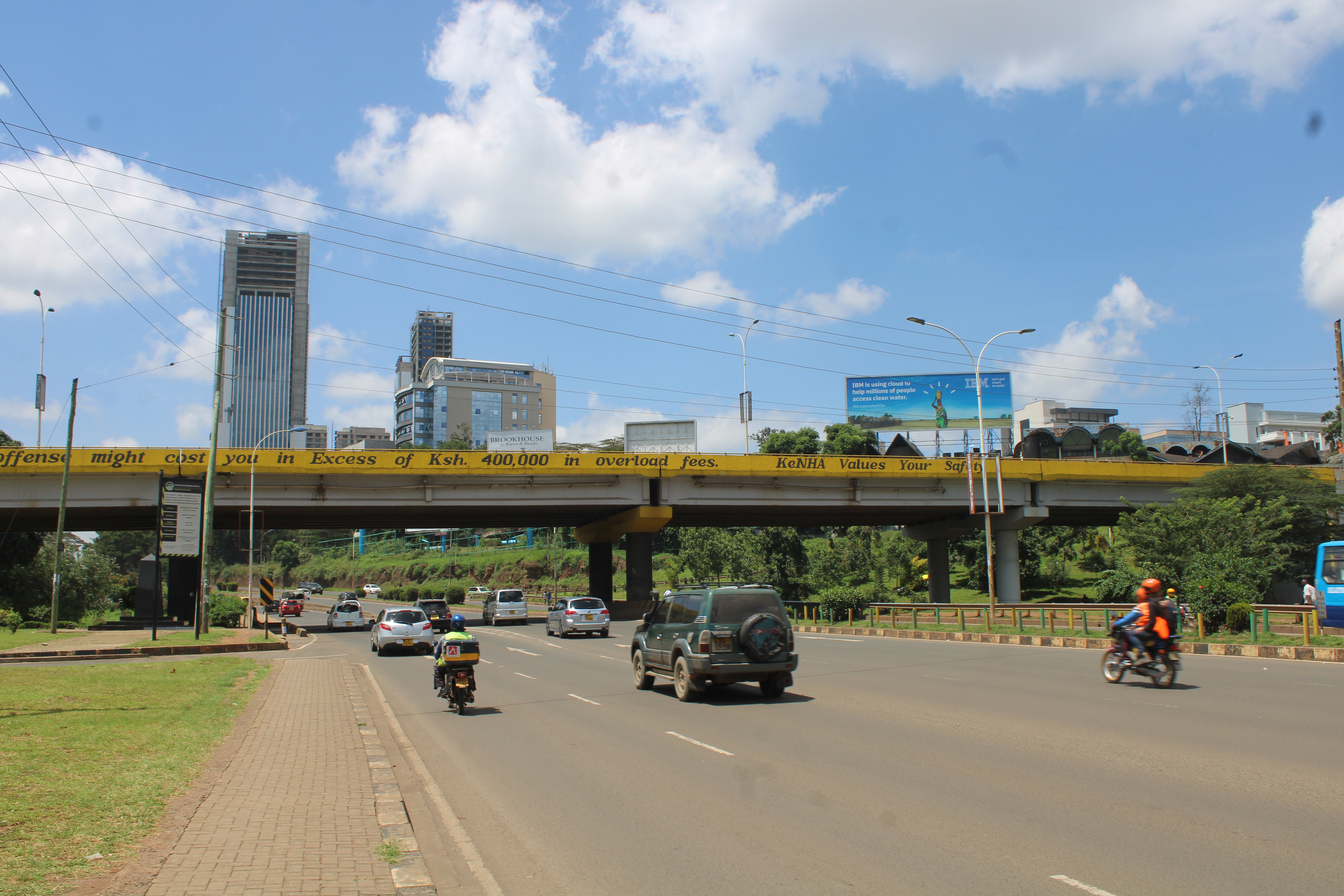
Westlands.

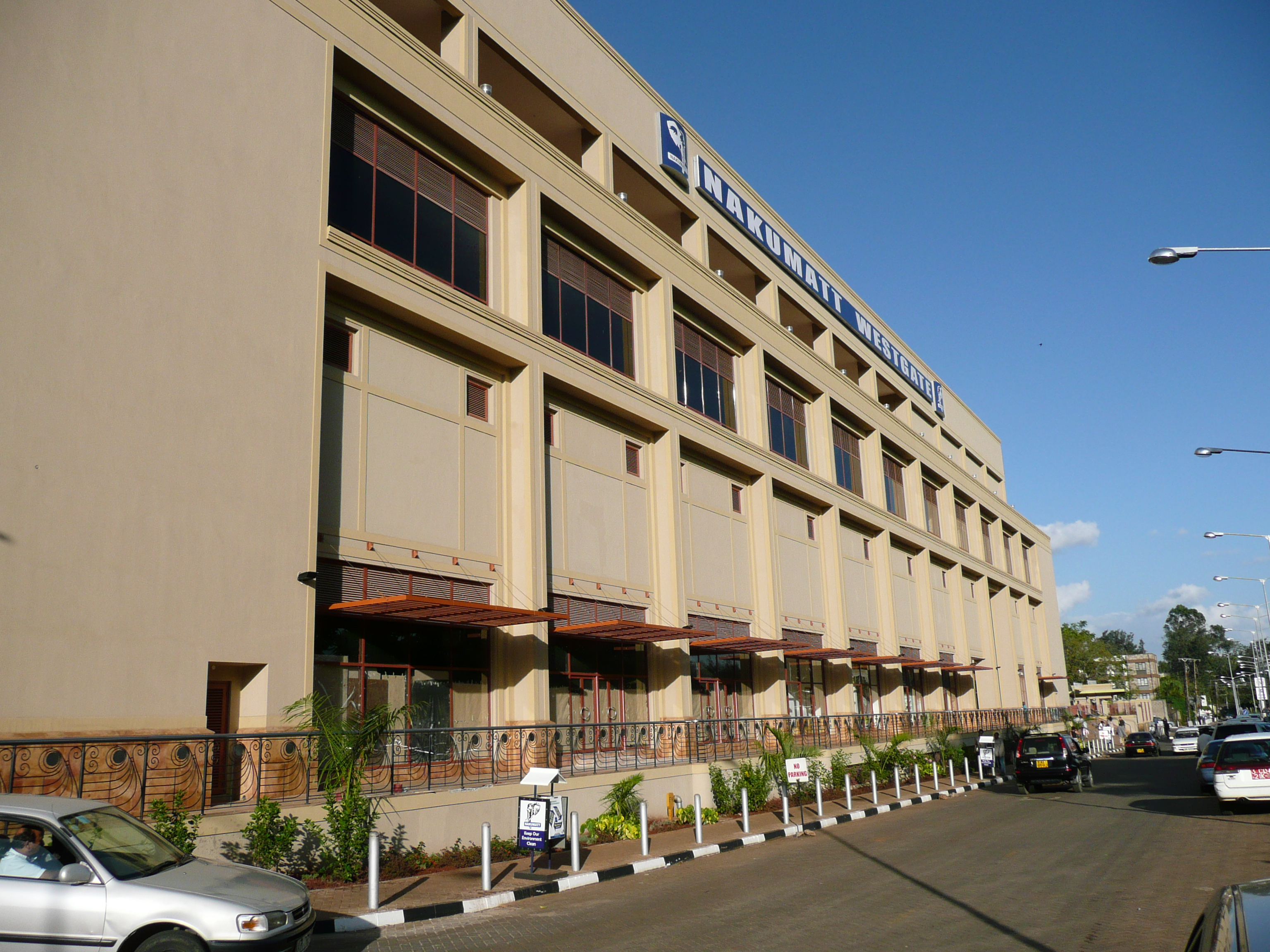
Varuhuset Nakumatt Westgate i Westlands.

Westlands är en administrativ division i nordvästra Nairobi i Kenya och ligger utefter Uhuru Highway. Folkmängden uppgick till 247 102 invånare vid folkräkningen 2009, på en yta av 97,37 km². Westland Mall, Sarit Center och Nakumatt Westgate är tre kända gallerior.
Westlands är en av Nairobis åtta divisioner och är indelad i sex områden (locations): Highridge, Kangemi, Kileleshwa, Kilimani, Kitisuru och Parklands. Dessa områden är vidare indelade i femton delområden (sublocations) varav det folkrikaste och mest tätbefolkade är Kangemi.